# Мухаммед-шах II (султан Кермана)
Мухаммед-шах II (*д/н — після 1188) — султан Кермана в 1175, 1183—1192 роках.

## Життєпис
Походив з династії Сельджукидів. Син Бахрам-шаха, султана Кермана. Про дату народження нічого невідомо. У 1175 році після смерті батька посів трон, проте доволі швидко вимушений був тікати з держави під військовим тиском стрийка Арслан-шаха II, який зайняв трон. Невдовзі потрапив у полон, був запроторений до фортеці. Тут перебував до 1183 року, коли було повалено султана Туран-шаха II. Новим султаном став Мухаммед-шах.
Втім, новий володар не бажав обмежень з боку атабеків та емірів, що набули значної влади. Водночас на землі султанату вчиняли набіги огузи. Близько 1185 року було пограбовано столицю Бердасир. Того ж року огузи на чолі із Малік Динаром захопили важливе місто Нармашир. Спроба завдати їм поразки виявилася невдалою. Погіршення економічного становища, голод та зменшення населення змусило Мухаммед-шаха II перенести столицю з Бердасира на південь до Бама.
У 1186 році рушив до Фарсу, де сподівався здобути допомогу в Салгурідів, проте марно. Невдовзі він повернувся до Бама, розпочавши перемовини з хорезмшахом Текішем щодо спільних дій проти огузів. У цей час Малік Динар на чолі війська захопив Бердасир та північну частину Керманського султанату. Не дочекавшись підтримки, Мухаммед-шах II з наявними військами знову виступив проти огузів, але зазнав поразки у військовій кампанії 1187 року. Після цього втік до Шихаб ад-Діна, володаря Гурідської держави.
Колишній султан перейшов на службу до Гуридів, де й помер, ставши останнім Керманським Сельджукидом. Точна дата смерті невідома. Владу в Кермані здобув Малік Динар.